# جورج فريدريك باركر
جورج فريدريك باركر (بالإنجليزية: George Frederick Barker)‏ (و. 1835 – 1910 م) هو كيميائي، وفيزيائي، وأستاذ جامعي من الولايات المتحدة الأمريكية .
وكان عضواً في الجمعية الأمريكية للفلسفة .
توفي في فيلادلفيا (بنسيلفانيا) ، عن عمر يناهز 75 عاماً.

## التعليم
تعلم في جامعة ييل

## مناصب وهيئات
أدار جامعة هارفارد، وجامعة بيتسبرغ.